# FAI (autoblindo)
La FAI (Ford-A Izhorskiy) era un'autoblindo sviluppata come rimpiazzo della D-8, utilizzata dall'Unione Sovietica dai primi anni trenta ai primi anni quaranta.

## Descrizione
La FAI venne realizzata sul telaio dell'automobile GAZ-A, copia su licenza dell'americana Ford Model A. Proprio il telaio si rivelò il punto debole dell'autoblindo. La maggior parte dei telai di automobili commerciali non erano abbastanza robusti per sostenere un carico utile di armi e corazzatura sul campo di battaglia. I tedeschi aggirarono il problema producendo un telaio automobilistico progettato fin dall'inizio sia per impieghi civili che per quelli militari e che venne utilizzato con successo per almeno una famiglia di autoblindo nello stesso periodo. Tuttavia, autoblindo basate su telai commerciali erano, nella maggior parte dei casi, vincolate all'utilizzo su strada, con blindature sottili e armamento leggero. La FAI era un tipi esempio di questa classe di veicoli, armata con una singola mitragliatrice leggera Degtjarëv DT da 7,62 mm, montata su torretta rotante. La blindatura era sufficiente a bloccare schegge di granate e proiettili di armi leggere, ma poteva essere perforata da ogni tipo di cannone o mitragliatrice pesante. Era inoltre vulnerabile alle mine.
Il veicolo venne prodotto in relativamente pochi esemplari, prima di essere rimpiazzata dalla molto simile BA-20, che nelle prime serie aveva la stessa torretta cilindrica. Le FAI vennero impiegate nei primi giorni di combattimento sul fronte orientale nella seconda guerra mondiale.

## Tecnica
La FAI, come la BA-20, adottavano alcune soluzioni avanzate per l'epoca. Gli scafi erano interamente saldati e gli pneumatici erano riempiti di sughero, in modo da non immobilizzare il mezzo se penetrati da colpi di armi leggere. I due modelli vengono spesso confusi: la principale differenza sta nelle due cupole semisferiche a protezione delle postazioni di conduttore e aiuto conduttore nella FAI, mentre il tettuccio è piatto nella BA-20.

## Versioni

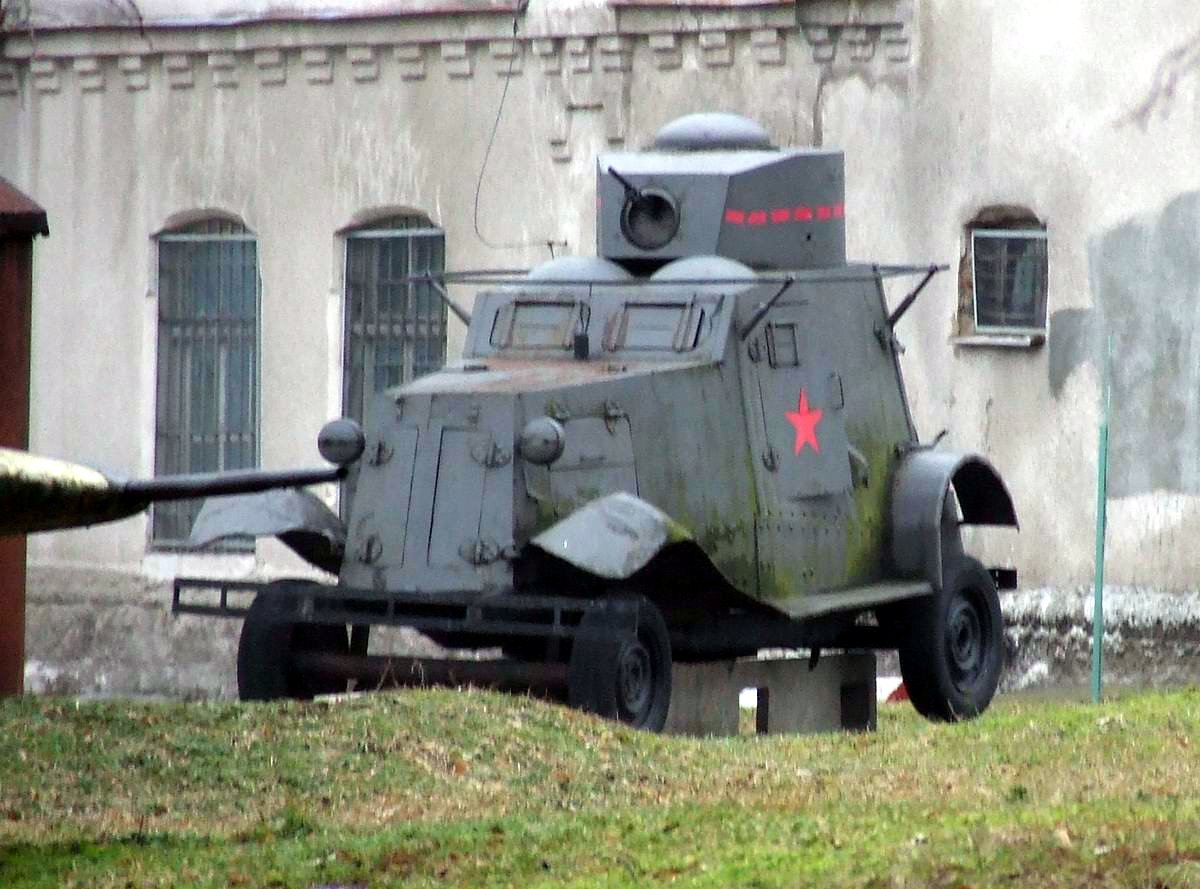
Autoblindo FAI, esposta presso la caserma della guardia alla frontiera di Białystok, in Polonia.

- FAI (ФАИ, «Форд-А, Ижорский»): prima variante, basata sullo chassis della GAZ-A, copia su licenza della Ford Model A, con serbatoio carburante da 40 litri[1].
- FAI-M (ФАИ-М, «ФАИ-Модернизированный»): seconda variante, prodotta a partire dal 1934 su telaio GAZ-M1, con serbatoio carburante da 60 l[1].
- FAI-ZhD (ФАИ-жд, «ФАИ-железнодорожный»): variante bimodale strad-rotaia realizzata nel 1936 in solo 9 esemplari[1].
- GAZ-TK (ГАЗ-ТК, «ГАЗ-Трёхосный, Курчевского»): versione su telaio GAZ-AAA ed equipaggiata con radio 71-ТК. Realizzata in un solo prototipo tra il 1934 e il 1935[1][2].

## Utilizzatori
- [[File:

Flag of the Soviet Union (1936 – 1955).svg|class=noviewer|
Unione Sovietica (bandiera)|border|20x16px]] Unione Sovietica
- - Armata Rossa (1933–45)[1]
  - Truppe sovietiche di frontiera - 30 (1935–41)[1]
- Mongolia - 15 (dal 1936)[1]
- Spagna - 20[1][3][4]
- Germania - 1 FAI-M di preda bellica[5]